# Red Patent Leather
Red Patent Leather è un album live del gruppo musicale dei New York Dolls, pubblicato nel 1984 dall'etichetta Fan Club Records contenente registrazioni di un'esibizione del 1975.

## Il disco
L'esibizione venne registrata nel locale "Little Hippodrome Club" a New York. Il concerto fu l'ultimo della band a tenersi a New York. Le esibizioni di gruppi rock non erano frequenti al "Little Hippodrome", un locale di travestiti situato al 227 East 56th Street, tra la Second e la Third Avenue.
La band vestita in completi di pelle rossa e con una bandiera comunista alle spalle, dietro i dettami di Malcom McLaren che voleva presentare i Dolls con questa nuova immagine da "comunisti dissoluti", nominò l'evento "Red Patent Leather" presentandolo alla stampa come "uno spettacolo in coordinamento con la Repubblica popolare cinese". Il comunicato stampa proseguiva inoltre affermando che dietro il palco sarebbe stata posizionata "una grande bandiera rossa con falce e martello".
La canzone Pirate Love sarebbe stata successivamente registrata da Johnny Thunders con gli Heartbreakers.
L'intero show è stato incluso all'interno del box set From Here To Eternity, precisamente sul terzo disco.

## Tracce
1. Red Patent Leather (Johansen, Sylvain) – 3:37
2. On Fire (Johansen, Sylvain) – 3:29
3. Something Else (Eddie Cochran, Sharon Sheeley) – 2:25
4. Daddy Rollin' Stone (Otis Blackwell) – 3:39
5. Ain't Got No Home/Dizzy Miss Lizzy (Henry, Williams) – 3:57
6. Girls (Johansen, Sylvain) – 3:45
7. Down, Down Downtown (Johansen, Thunders) – 4:15
8. Pirate Love (Thunders) – 4:12
9. Pills (Bo Diddley) – 3:13
10. Teenage News (Sylvain) – 3:49
11. Personality Crisis/Looking for a Kiss (Johansen, Thunders) – 5:41
12. Stranded in the Jungle (Johnson, Smith) – 3:48

## Formazione
- David Johansen - voce
- Johnny Thunders - chitarra solista
- Sylvain Sylvain - chitarra ritmica, pianoforte
- Arthur "Killer" Kane - basso
- Peter Jordan - basso
- Jerry Nolan - batteria